# Contea di Colorado
La contea di Colorado (in inglese Colorado County) è una contea dello Stato del Texas, negli Stati Uniti. La popolazione al censimento del 2010 era di 20 874 abitanti. Il capoluogo di contea è Columbus. Il nome della contea deriva dal fiume texano Colorado. La contea è stata fondata nel 1836 ed organizzata l'anno successivo.

## Geografia fisica
| Anno | Popolazione | ±%     |
| ---- | ----------- | ------ |
| 1850 | 2,257       |        |
| 1860 | 7,885       | 249.4% |
| 1870 | 8,326       | 5.6%   |
| 1880 | 16,673      | 100.3% |
| 1890 | 19,512      | 17.0%  |
| 1900 | 22,203      | 13.8%  |
| 1910 | 18,897      | −14.9% |
| 1920 | 19,013      | 0.6%   |
| 1930 | 19,129      | 0.6%   |
| 1940 | 17,812      | −6.9%  |
| 1950 | 17,576      | −1.3%  |
| 1960 | 18,463      | 5.0%   |
| 1970 | 17,638      | −4.5%  |
| 1980 | 18,823      | 6.7%   |
| 1990 | 18,383      | −2.3%  |
| 2000 | 20,390      | 10.9%  |
| 2010 | 20,874      | 2.4%   |

Secondo l'Ufficio del censimento degli Stati Uniti d'America la contea ha un'area totale di 974 miglia quadrate (2520 km²), di cui 960 miglia quadrate (2500 km²) sono terra, mentre 13 miglia quadrate (34 km², corrispondenti all'1,4% del territorio) sono costituiti dall'acqua.

### Strade principali
- Interstate 10
- U.S. Highway 90
- U.S. Highway 90 Alternate
- State Highway 71

### Contee adiacenti
- Austin County (nord-est)
- Wharton County (sud-est)
- Jackson County (sud)
- Lavaca County (sud-ovest)
- Fayette County (nord-ovest)

### Aree protette
- Attwater Prairie Chicken National Wildlife Refuge

## Comunità
- Alleyton
- Altair
- Bernardo
- Boedecker Junction
- Borden
- Chesterville
- Columbus (capoluogo)
- Eagle Lake
- Frelsburg
- Garwood
- Glidden
- Hillcrest
- Hoefner
- Matthews
- Mentz
- Nada
- Oakland
- Rock Island
- Sheridan
- Weimar